# Sensitogramme
En photographie argentique, un sensitogramme est un morceau de surface sensible qui comporte des zones vierges, grises ou colorées destinées à être lues, après traitement, à l'aide d'un densitomètre.
Le résultat de ces lectures est utilisé pour surveiller la qualité des bains de traitement et le bon fonctionnement des machines. Lorsque ces mesures s'écartent trop des tolérances, le test est « hors normes » ; il est impératif de corriger le problème avant de lancer toute production.
Par exemple, après développement d'un sensitogramme C-41 (procédé standard pour les émulsions photographiques négatives couleur), on constate un contraste insuffisant et un manque de densité générale ; ces défauts sont mis en évidence par la mesure des plages HD, LD et D-max du test. On suspectera un problème de révélateur : insuffisance de l'agitation (problème de bullage à l'azote, de pompe de circulation), un manque d'entretien du bain ou une panne de chauffage.
Le sensitogramme sert de référence, il est donc réalisé dans des conditions très strictes par le fabricant de l'émulsion (film ou papier). On doit donc le conserver au congélateur jusqu'à son utilisation afin de préserver l'image latente qu'il comporte.

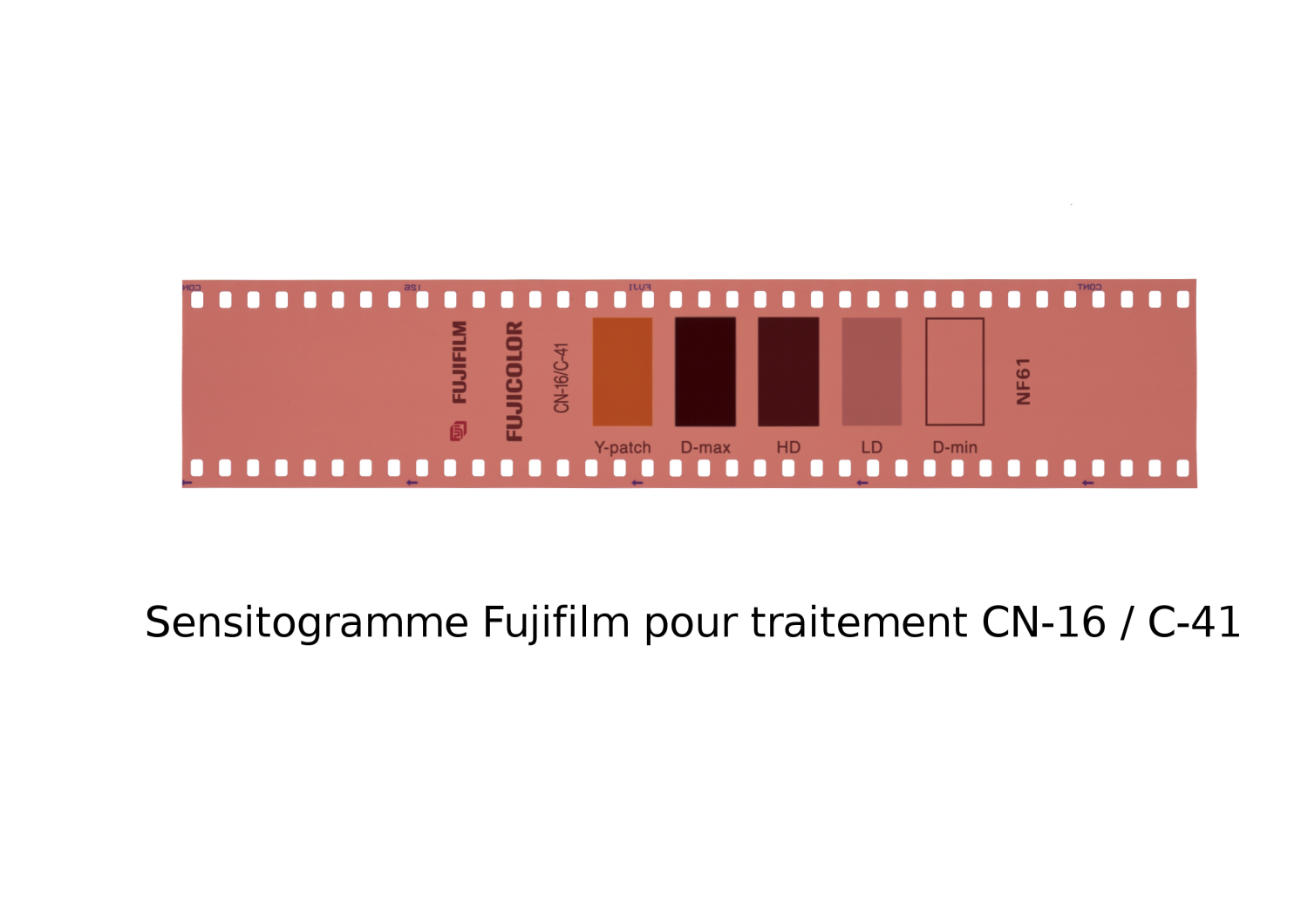
Sensitogramme Fujifilm CN-16

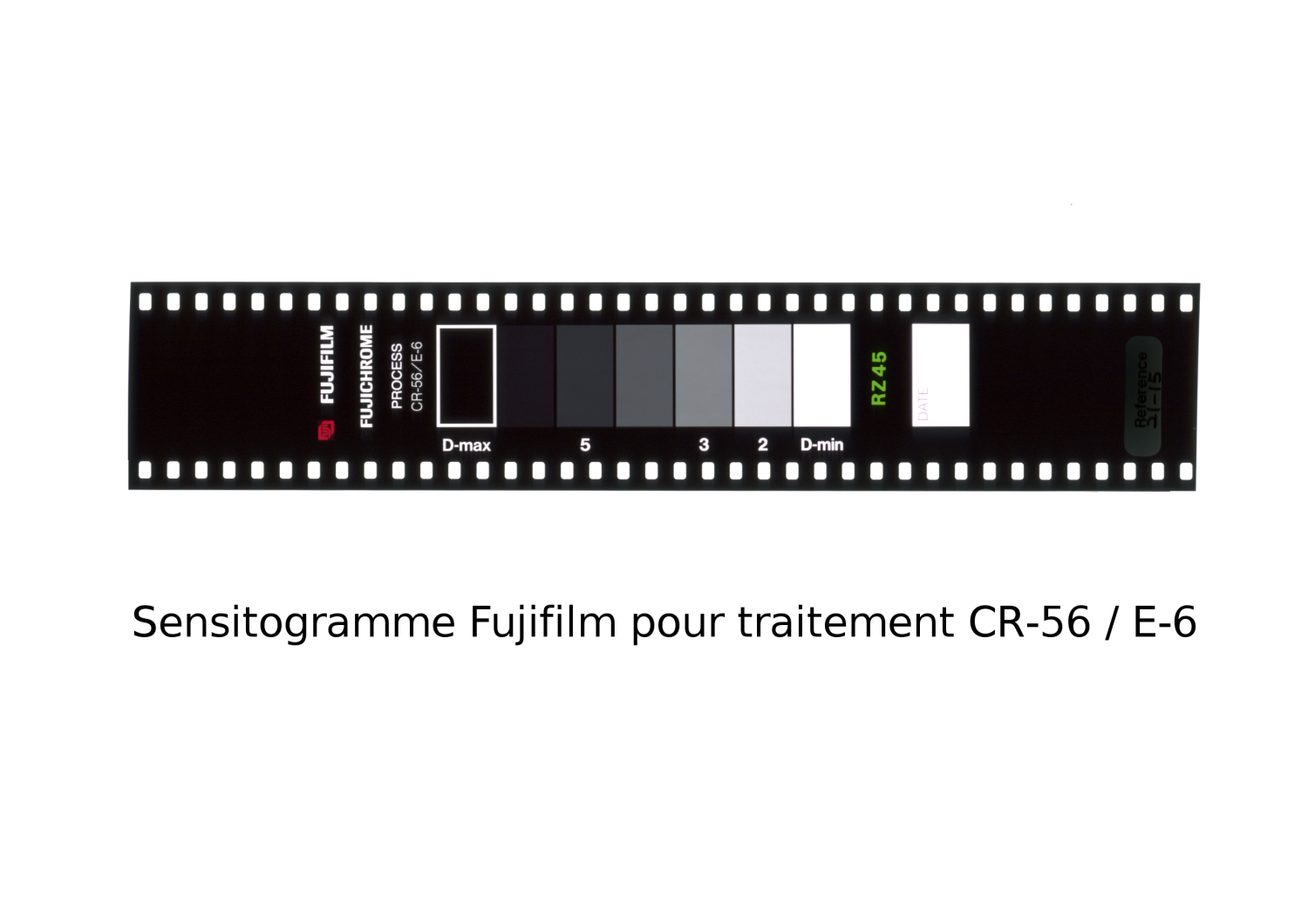
Sensitogramme Fujifilm CN-56

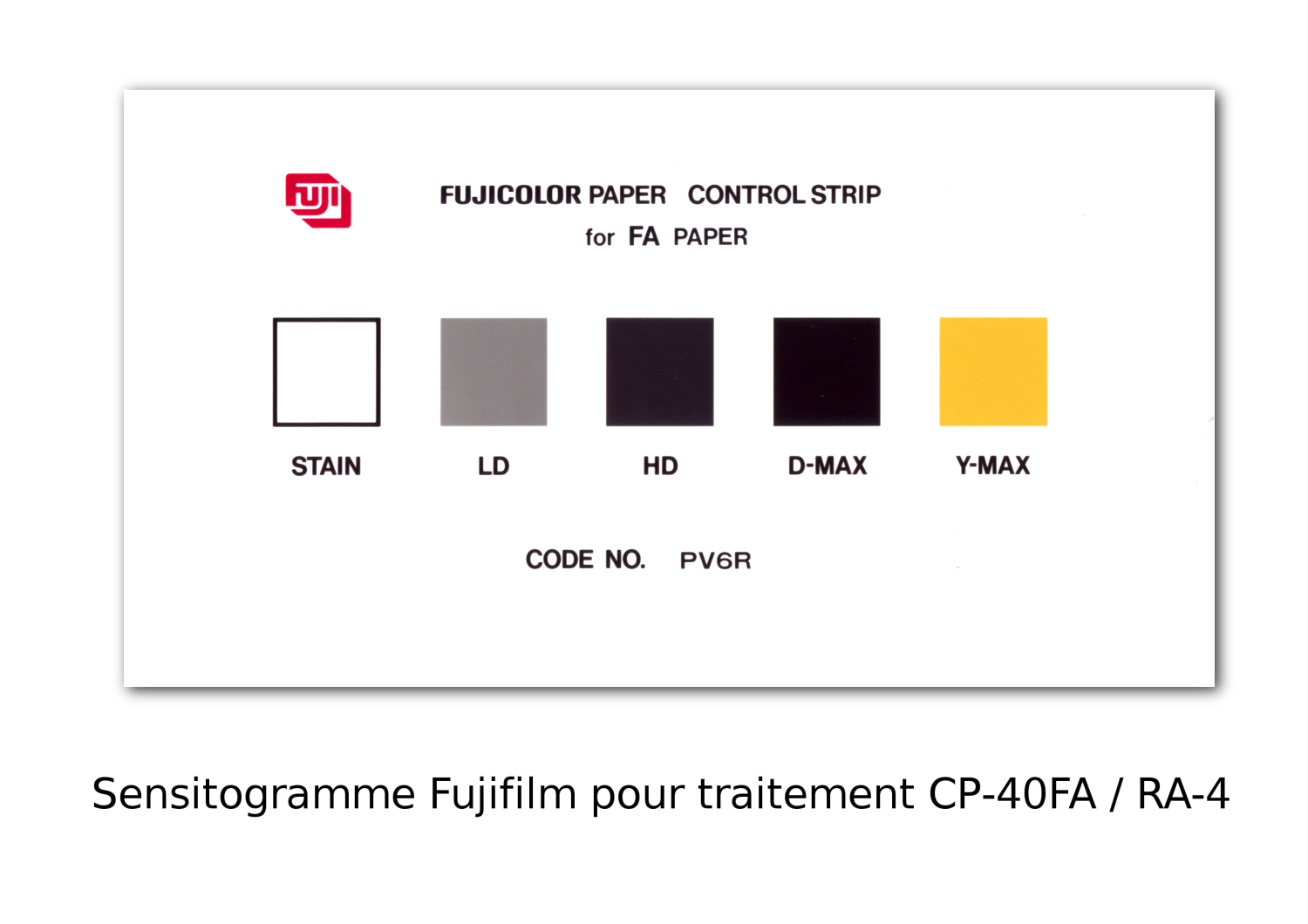
Sensitogramme Fujifilm_CP-40FA